# Драфт НБА 1988
Драфт НБА 1988 року відбувся 28 червня в Нью-Йорку. Кількість раундів зменшилася з семи до трьох.

## Драфт
| РЗ | Розігруючий захисник | АЗ | Атакувальний захисник | ЛФ | Легкий форвард | ВФ | Важкий форвард | C | Центровий |

| ^ | Позначає гравців, обраних у Баскетбольну залу слави Нейсміта                                                        |
| * | Позначає гравців, які взяли участь принаймні в одній грі матчу всіх зірок НБА і потрапили до Збірної всіх зірок НБА |
| + | Позначає гравців, які взяли участь принаймні в одній грі матчу всіх зірок НБА                                       |
| x | Позначає гравців, які принаймні один раз потрапили до Збірної всіх зірок НБА                                        |
| # | Позначає гравців, які жодного разу не грали в регулярному сезоні НБА або плей-оф                                    |

| Раунд | Вибір | Гравець           | Позиція | Громадянство             | Команда НБА                                                    | Коледж/Клуб                                    |
| ----- | ----- | ----------------- | ------- | ------------------------ | -------------------------------------------------------------- | ---------------------------------------------- |
| 1     | 1     | Денні Маннінг+    | PF      | США                      | Лос-Анджелес Кліпперс                                          | Канзас (Sr.)                                   |
| 1     | 2     | Рік Смітс+        | C       | Нідерланди               | Індіана Пейсерз                                                | Меріст (Sr.)                                   |
| 1     | 3     | Чарльз Сміт       | ВФ      | США                      | Філадельфія Севенті-Сіксерс (проданий у ЛА Кліпперс)           | Піттсбург (Sr.)                                |
| 1     | 4     | Кріс Морріс       | ЛФ      | США                      | Нью-Дже́рсі Нетс                                                | Оберн (Sr.)                                    |
| 1     | 5     | Мітч Річмонд^     | АЗ      | США                      | Голден-Стейт Ворріорс                                          | Канзас Стейт (Sr.)                             |
| 1     | 6     | Герсі Гокінс+     | АЗ      | США                      | Лос-Анджелес Кліпперс (від Сакраменто, проданий у Філадельфія) | Бредлі (Sr.)                                   |
| 1     | 7     | Тім Перрі         | F       | США                      | Фінікс Санз                                                    | Темпл (Sr.)                                    |
| 1     | 8     | Рекс Чепмен       | АЗ      | США                      | Шарлотт Горнетс                                                | Кентуккі (Соф.)                                |
| 1     | 9     | Роні Сейкалі      | C       | Ліван                    | Маямі Гіт                                                      | Сірак'юс (Sr.)                                 |
| 1     | 10    | Віллі Андерсон    | АЗ      | США                      | Сан-Антоніо Сперс                                              | Джорджия (Sr.)                                 |
| 1     | 11    | Вілл Пердью       | C       | США                      | Чикаго Буллз (від Нью-Йорк)                                    | Вандербілт (Sr.)                               |
| 1     | 12    | Гарві Грант       | ЛФ      | США                      | Вашингтон Буллетс                                              | Оклахома (Sr.)                                 |
| 1     | 13    | Джефф Греєр       | РЗ      | США                      | Мілвокі Бакс                                                   | Айова Стейт (Sr.)                              |
| 1     | 14    | Ден Марлі+        | ЛФ      | США                      | Фінікс Санз (від Клівленд)                                     | Central Michigan (Sr.)                         |
| 1     | 15    | Гарі Грант        | РЗ      | США                      | Сіетл Суперсонікс                                              | Мічиган (Sr.)                                  |
| 1     | 16    | Деррік Чівос      | АЗ      | США                      | Х'юстон Рокетс                                                 | Міссурі (Sr.)                                  |
| 1     | 17    | Ерік Лекнер       | C       | США                      | Юта Джаз                                                       | Вайомінг (Sr.)                                 |
| 1     | 18    | Рікі Беррі        | АЗ      | США                      | Сакраменто Кінґс (від Атланта)                                 | Сан-Хосе Стейт (Sr.)                           |
| 1     | 19    | Род Стріклендx    | РЗ      | США                      | Нью-Йорк Нікс (від Чикаго)                                     | Де Пол (Jr.)                                   |
| 1     | 20    | Кевін Едвардс     | АЗ      | США                      | Маямі Гіт (від Даллас)[a]                                      | Де Пол (Sr.)                                   |
| 1     | 21    | Марк Браянт       | ВФ      | США                      | Портленд Трейл-Блейзерс                                        | Сетон Голл (Sr.)                               |
| 1     | 22    | Рендольф Кіз      | ЛФ      | США                      | Клівленд Кавальєрс (від Детройт через Фінікс)                  | Саутерн Місс (Sr.)                             |
| 1     | 23    | Джером Лейн       | ВФ      | США                      | Денвер Наггетс                                                 | Піттсбург (Jr.)                                |
| 1     | 24    | Браян Шо          | АЗ      | США                      | Бостон Селтікс                                                 | УК в Санта-Барбарі (Sr.)                       |
| 1     | 25    | Девід Ріверс      | РЗ      | США                      | Лос-Анджелес Лейкерс                                           | Нотр-Дам (Sr.)                                 |
| 2     | 26    | Роланду Феррейра  | C       | Бразилія                 | Портленд Трейл-Блейзерс                                        | Х'юстон (Sr.)                                  |
| 2     | 27    | Шелтон Джоунс     | F       | США                      | Сан-Антоніо Сперс                                              | Сент Джонс (Sr.)                               |
| 2     | 28    | Ендрю Ленг        | C       | США                      | Фінікс Санз                                                    | Арканзас (Sr.)                                 |
| 2     | 29    | Вінні Дель Негро  | АЗ      | США                      | Сакраменто Кінґс                                               | НК Стейт (Sr.)                                 |
| 2     | 30    | Фенніс Дембо      | ВФ      | США                      | Детройт Пістонс                                                | Вайомінг (Sr.)                                 |
| 2     | 31    | Еверетт Стівенс   | G       | США                      | Філадельфія Севенті-Сіксерс                                    | Пердью (Sr.)                                   |
| 2     | 32    | Чарльз Шаклфорд   | F/C     | США                      | Нью-Дже́рсі Нетс                                                | НК Стейт (Sr.)                                 |
| 2     | 33    | Грант Лонг        | F       | США                      | Маямі Гіт                                                      | Істерн Мічиган (Sr.)                           |
| 2     | 34    | Том Толберт       | F/C     | США                      | Шарлотт Горнетс                                                | Аризона (Sr.)                                  |
| 2     | 35    | Сильвестер Грей   | F       | США                      | Маямі Гіт (від Нью-Йорк через Чикаго, Сіетл, і Бостон)[b]      | Мемфіс Стейт (So.)                             |
| 2     | 36    | Леделл Іклз       | G/F     | США                      | Вашингтон Буллетс                                              | Нью-Орлінс (Sr.)                               |
| 2     | 37    | Грег Батлер       | C       | США                      | Нью-Йорк Нікс                                                  | Стенфорд (Sr.)                                 |
| 2     | 38    | Дін Гарретт       | C       | США                      | Фінікс Санз (від Клівленд)                                     | Індіана (Sr.)                                  |
| 2     | 39    | Тіто Горфорд      | C       | Домініканська Республіка | Мілвокі Бакс                                                   | Маямі (So.)                                    |
| 2     | 40    | Орландо Грем      | F       | США                      | Маямі Гіт (від Сіетл)[c]                                       | Auburn-Montgomery (Sr.)                        |
| 2     | 41    | Кіт Смарт         | G       | США                      | Голден-Стейт Ворріорс                                          | Індіана (Sr.)                                  |
| 2     | 42    | Джефф Мо#         | АЗ      | США                      | Юта Джаз                                                       | Айова (Sr.)                                    |
| 2     | 43    | Тодд Мітчелл      | F       | США                      | Денвер Наггетс                                                 | Пердью (Sr.)                                   |
| 2     | 44    | Ентоні Тейлор     | G       | США                      | Атланта Гокс                                                   | Орегон (Sr)                                    |
| 2     | 45    | Том Геррік        | G       | США                      | Лос-Анджелес Кліпперс                                          | Род Айленд (Sr.)                               |
| 2     | 46    | Морлон Вайлі      | G       | США                      | Даллас Маверікс                                                | Лонг-Біч Стейт (Sr.)                           |
| 2     | 47    | Вернон Максвелл   | АЗ      | США                      | Денвер Наггетс                                                 | Флорида (Sr.)                                  |
| 2     | 48    | Майкл Вільямс     | G       | США                      | Детройт Пістонс                                                | Бейлор (Sr.)                                   |
| 2     | 49    | Хосе Варгас#      | C/PF    | Домініканська Республіка | Даллас Маверікс                                                | ЛСЮ (Sr.)                                      |
| 2     | 50    | Стів Керр         | РЗ      | США                      | Фінікс Санз                                                    | Аризона (Sr.)                                  |
| 3     | 51    | Роб Лок           | F       | США                      | Лос-Анджелес Кліпперс                                          | Кентуккі (Sr.)                                 |
| 3     | 52    | Деррік Гамільтон# | ЛФ      | США                      | Нью-Дже́рсі Нетс                                                | Саутерн Місс (Sr.)                             |
| 3     | 53    | Ентоні Мейсон*    | ЛФ/PF   | США                      | Портленд Трейл-Блейзерс (від Голден-Стейт)                     | Теннессі Стейт (Sr.)                           |
| 3     | 54    | Хорхе Гонсалес#   | C       | Аргентина                | Атланта Гокс (від Сакраменто)                                  | Sport Club de Cañada de Gómez (Аргентина) 1966 |
| 3     | 55    | Родні Джонс#      | РЗ      | США                      | Фінікс Санз                                                    | Гранд-Каньйон (Sr.)                            |
| 3     | 56    | Баррі Самптер     | F/C     | США                      | Сан-Антоніо Сперс                                              | Остін Пії (Sr.)                                |
| 3     | 57    | Ернан Монтенегро# | ВФ/C    | Аргентина                | Філадельфія Севенті-Сіксерс                                    | ЛСЮ (Sr.)                                      |
| 3     | 58    | Джефф Мур#        | ВФ      | США                      | Шарлотт Горнетс                                                | Оберн (Sr.)                                    |
| 3     | 59    | Нейт Джонстон     | F       | США                      | Маямі Гіт                                                      | Тампа (Sr.)                                    |
| 3     | 60    | Ед Дейвендер#     | РЗ      | США                      | Вашингтон Буллетс                                              | Кентуккі (Sr.)                                 |
| 3     | 61    | Герберт Крук #    | ЛФ/SG   | США                      | Індіана Пейсерз                                                | Луїсвілл (Sr.)                                 |
| 3     | 62    | Деррік Льюїс#     | ВФ      | США                      | Чикаго Буллз (від Нью-Йорк)                                    | Меріленд (Sr.)                                 |
| 3     | 63    | Майк Джоунс#      | PF      | США                      | Мілвокі Бакс                                                   | Оберн (Sr.)                                    |
| 3     | 64    | Вінстон Беннетт   | F       | США                      | Клівленд Кавальєрс                                             | Кентуккі (Sr.)                                 |
| 3     | 65    | Корі Гейнс        | G       | США                      | Сіетл Суперсонікс                                              | Лойола Мерімаунт (Sr.)                         |
| 3     | 66    | Двайт Бойд#       | SG      | США                      | Денвер Наггетс (від Х'юстон)                                   | Memphis State (Sr.)                            |
| 3     | 67    | Рікі Грейс        | G       | Австралія                | Юта Джаз                                                       | Оклахома (Sr.)                                 |
| 3     | 68    | Даррил Мідлтон#   | ВФ      | США                      | Атланта Гокс                                                   | Бейлор (Sr.)                                   |
| 3     | 69    | Філ Стінні#       | ВФ      | США                      | Нью-Йорк Нікс (від Чикаго)                                     | УСВ (Sr.)                                      |
| 3     | 70    | Джеррі Джонсон#   | РЗ      | США                      | Даллас Маверікс                                                | Florida Southern (Sr.)                         |
| 3     | 71    | Крег Ніл          | G       | США                      | Портленд Трейл-Блейзерс                                        | Джорджия Тек (Sr.)                             |
| 3     | 72    | Лі Джонсон#       | ВФ      | США                      | Детройт Пістонс                                                | Норфолк Стейт (Sr.)                            |
| 3     | 73    | Майкл Андерсон    | G       | США                      | Індіана Пейсерз (від Денвер через ЛА Кліпперс)                 | Дрексел (Sr.)                                  |
| 3     | 74    | Джеральд Паддіо   | F/G     | США                      | Бостон Селтікс                                                 | УНВЛ (Sr.)                                     |
| 3     | 75    | Арчі Маршалл#     | ЛФ      | США                      | Сан-Антоніо Сперс (від ЛА Лейкерс)                             | Канзас (Sr.)                                   |

1. ↑  Громадянство означає національну збірну гравця, або яку країну він представляє. Якщо гравець не грав на міжнародному рівні, тоді цей пункт означає за збірну якої країни він може грати за правилами FIBA.

## Помітні гравці, яких не задрафтовано
Цих гравців не вибрала жодна з команд на драфті НБА 1992, але вони зіграли в НБА принаймні одну гру.

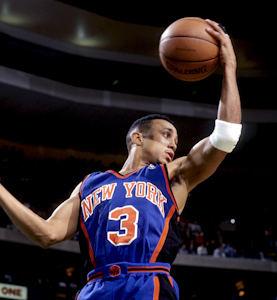
Джона Старкса не обрали на драфті, але він мав успішну кар'єру, зокрема один раз взяв участь у Грі всіх зірок 1994.

| Гравець           | Позиція | Громадянство        | Школа/Клуб                             |
| ----------------- | ------- | ------------------- | -------------------------------------- |
| Вейн Інглстад     | PF      | США                 | УК Ірвайн (Sr.)                        |
| Дуен Феррелл      | SF      | США                 | Джорджия Тек (Sr.)                     |
| Бен Гіллері       | C       | США                 | Джорджтаун (Sr.)                       |
| Генрі Джеймс      | PF/SF   | США                 | St. Mary's (TX) (Sr.)                  |
| Ейврі Джонсон     | PG      | США                 | Саутерн (Sr.)                          |
| Білл Джоунс       | PF      | США                 | Айова (Sr.)                            |
| Тім Леглер        | SG      | США                 | Ла Саль (Sr.)                          |
| Карлтон Маккінні  | SG      | США                 | СМУ (Sr.)                              |
| Трейсі Мур        | SG/SF   | США                 | Талса (Sr.)                            |
| Річард Мортон     | PG      | США                 | Кал Стейт Фуллертон (Sr.)              |
| Жарко Паспаль     | SF      | Югославія ( Сербія) | Партизан (баскетбольний клуб) (Сербія) |
| Рамон Рівас       | C       | Пуерто-Рико         | Темпл (Sr.)                            |
| Джон Старкс+      | SG      | США                 | Оклахома Стейт (Sr.)                   |
| Кеннард Вінчестер | SG/SF   | США                 | Еверетт (Sr.)                          |

## Нотатки
- a 23 червня 1988, Гіт отримали право вибору в першому раунді драфту 1988 від Даллас Маверікс за те, що не вибрали центрових Білла Веннінгтона і Уве Блаба або захисника Стіва Алфорда на драфті розширення 1988.[1]
- b 30 жовтня 1986, Нью-Йорк Нікс передали право вибору в другому раунді драфту 1988 разом з вибором Денвера на драфті 1987 до Чикаго Буллз в обмін на центрового Джаванн Олдема.[2]
22 червня 1987, Чикаго Буллз передали право вибору Нью-Йорка в другому раунді драфту 1988 разом з  драфтовими правами на центрового Олдена Полиніса і право на вибір Чикаго в першому раунді драфту 1989 до Сіетл Суперсонікс, а взамін отримали драфтові права на форварда Скотті Піппена і право на вибір Сіетла в першому раунді драфту 1989.[3]
16 жовтня 1987, Сіетл Суперсонікс передали Нью-Йорку право на вибір у другому раунді драфту 1988 разом з невідомою грошовою сумою в Бостон Селтікс в обмін на захисника Сема Вінсента і форварда Скотта Ведмена.[4]
23 червня 1988, Бостон Селтікс передав право на вибір Нью-Йорка в другому раунді драфту 1988 до Маямі Гіт в обмін на те, що вони не вибрали захисника Денніса Джонсона на драфті розширення 1988.[1]
- c 23 червня 1988, Гіт отримали право на вибір у другому раунді драфту 1988 від Сіетл Суперсонікс в обмін на не вибір захисника Денні Янга на драфті розширення 1988.[1]